# Pireneitega
Genre
Synonymes
- Paracoelotes Brignoli, 1982

Pireneitega est un genre d'araignées aranéomorphes de la famille des Agelenidae.

## Distribution
Les espèces de ce genre se rencontrent en écozone paléarctique.

## Liste des espèces
Selon World Spider Catalog (version 26, 16/02/2025) :
- Pireneitega armeniaca (Brignoli, 1978)
- Pireneitega bidens (Caporiacco, 1935)
- Pireneitega burqinensis Zhao & Li, 2016
- Pireneitega cottarellii (Brignoli, 1978)
- Pireneitega fedotovi (Charitonov, 1946)
- Pireneitega fuyunensis Zhao & Li, 2016
- Pireneitega garibaldii (Kritscher, 1969)
- Pireneitega gongliuensis Zhao & Li, 2016
- Pireneitega huashanensis Zhao & Li, 2017
- Pireneitega huochengensis Zhao & Li, 2016
- Pireneitega involuta (Wang, Yin, Peng & Xie, 1990)
- Pireneitega kovblyuki Zhang & Marusik, 2016
- Pireneitega lini Zhao & Li, 2016
- Pireneitega liui Zhao & Li, 2016
- Pireneitega luctuosa (L. Koch, 1878)
- Pireneitega luniformis (Zhu & Wang, 1994)
- Pireneitega lushuiensis Zhao & Li, 2017
- Pireneitega major (Kroneberg, 1875)
- Pireneitega muratovi Zhang & Marusik, 2016
- Pireneitega occitanica Déjean & Danflous, 2024
- Pireneitega ovtchinnikovi Kovblyuk, Kastrygina, Marusik & Ponomarev, 2013
- Pireneitega pyrenaea (Simon, 1870)
- Pireneitega ramitensis Zhang & Marusik, 2016
- Pireneitega segestriformis (Dufour, 1820)
- Pireneitega spasskyi (Charitonov, 1946)
- Pireneitega spinivulva (Simon, 1880)
- Pireneitega taishanensis (Wang, Yin, Peng & Xie, 1990)
- Pireneitega taiwanensis Wang & Ono, 1998
- Pireneitega tianchiensis (Wang, Yin, Peng & Xie, 1990)
- Pireneitega tyurai Zhang & Marusik, 2016
- Pireneitega wensuensis Zhao & Li, 2016
- Pireneitega wui Zhao & Li, 2016
- Pireneitega xinping Zhang, Zhu & Song, 2002
- Pireneitega xiyankouensis Zhao & Li, 2017
- Pireneitega yaoi Zhao & Li, 2016
- Pireneitega zonsteini Zhang & Marusik, 2016

## Systématique et taxinomie
Ce genre a été décrit par Kishida en 1955 dans les Agelenidae.
Paracoelotes a été placé en synonymie par Wang et Jäger en 2007.

## Publication originale
- Kishida, 1955 : « A synopsis of spider family Agelenidae. » Acta Arachnologica, vol. 14, p. 1-13 (texte intégral).